# François Séverin Marceau

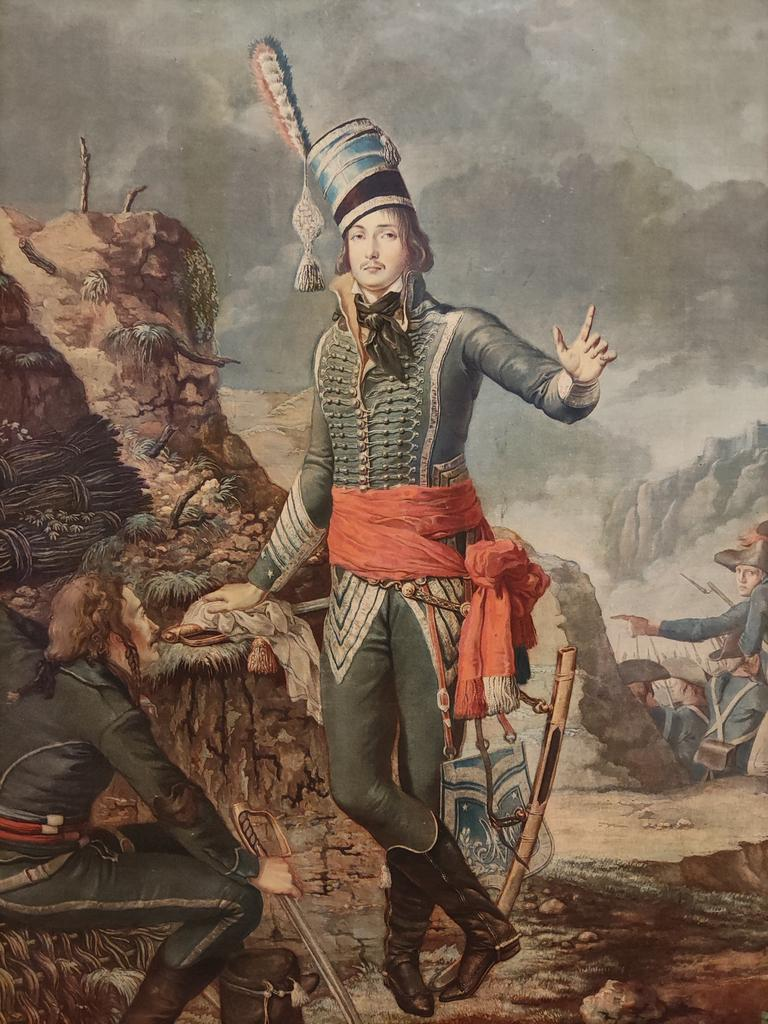
François Séverin Desgraviers-Marceau

François Séverin Desgraviers-Marceau (* 1. März 1769 in Chartres; † 21. September 1796 in Altenkirchen (Westerwald)) war ein General der Ersten Französischen Republik während des Bürgerkrieges in der Vendée und des Ersten Koalitionskrieges.

## Leben
Marceau entstammte der zweiten Ehe seines Vaters Desgraviers (zumeist unter diesem Familiennamen überliefert. Sein Sohn führte den Familiennamen Marceau erst nach Eintritt in die Armee). Er hatte mehrere Geschwister. Seine ältere Schwester Emira wird in Biografien als enge Vertraute mit großem Einfluss auf seine Ausbildung und Karriere beschrieben.
Marceau sollte nach dem Willen seines Vaters, der in der Vogtei Chartres das Amt eines Prokurators (heute Staatsanwalt) ausübte, als clerc de procurateur (Kanzleischreiber) eine Berufslaufbahn in der Justiz beginnen, trat aber mit 16 Jahren in den Militärdienst ein und war als 23-Jähriger bereits im Generalsrang.
Er wird als distinguierte und elegante Persönlichkeit mit bleichem Teint beschrieben, mit einfachen Manieren, die nichts von seiner gerühmten soldatischen Härte verraten. Porträts, die vermutlich alle posthum entstanden, zeigen Marceau mit weichen, wenig männlichen Gesichtszügen. In britischen Beschreibungen wird er wegen seines jungenhaften Aussehens „the boygeneral“ genannt.
Marceau verlobte sich 24-jährig – während eines Hospitalaufenthalts in Châteaubriant, in der Zeit seines Einsatzes in der Vendée – im Januar 1794 mit der 17-jährigen Agathe aus der altadligen Familie Leprêtre de Chateaugiron. Diese Verbindung, wie auch sein vorausgegangenes Eintreten für die junge Adlige Angélique des Melliers (Kléber: « on ne vit de femme ni plus jolie, ni mieux faite, ni plus intéressante »), die er beim Aufstand der Vendée vor der Brutalität seiner eigenen Truppen geschützt haben soll (und sie doch nicht vor einer Verurteilung und Hinrichtung als „Aufständische“ retten konnte), hatte zur Folge, dass radikale Republikaner ihn wegen staatsschädlichen Verhaltens anklagten.
Wie andere Generalskollegen auch hatte sich Marceau mit den Volksrepräsentanten und Kriegskommissaren auseinanderzusetzen, die seine Ausführung der Regierungsanweisungen und sein politisches Verhalten zu beurteilen hatten. Mehrfach wurde er wegen des Verdachts eigenmächtigen und gegenrevolutionären Handelns angeklagt – und auch zeitweilig inhaftiert. Dank seiner militärischen Erfolge und patriotischen Einstellung entlasteten ihn aber immer wieder einflussreiche Fürsprecher.
Folgt man den Biographien des 19. Jahrhunderts, muss Marceau eine Veranlagung zu Schwermut und Pessimismus gehabt haben, unter denen er in Waffenstillstandszeiten und besonders in seinen letzten Jahren 1795 und 1796 litt. Nach der Eroberung der Maasregion und des Rheinlandes waren die Auseinandersetzungen mit einem wiedererstarkten Österreich phasenweise zu einem Kleinkrieg um ausgeplünderte Dörfer und verwüstete Landstriche beiderseits des Rheins geworden. Deprimiert über die ungewisse, politische Lage an der Front in Deutschland und seine eigene Situation nach vier Jahren Krieg, antwortete er 1796 seiner Schwester Emira wohl auf einen aufmunternden Brief: « …vous me parlez de mes lauriers […] ils vous feraient horreur; ils sont teints de sang humain. » Und an den Kriegskommissar M. Robert: « …je suis ruiné de fond en comble. Il me reste la cape et l’epée, l’honneur et la vie qui ma foi devient un fardeau… » Tatsächlich konnte er einige Monate später, tödlich verwundet, nur wenige Ersparnisse seinen Geschwistern, und seine 6 Pferde seinen beiden Adjutanten und den Generälen Kléber und Jourdan testamentarisch hinterlassen.

## Militärische Laufbahn und Tod
„Ich habe nie wieder einen General getroffen, der einen ursprünglichen Schlachtplan so kaltblütig und entschlossen noch in derselben Schlacht ändern konnte“ beschrieb General Kléber seinen 16 Jahre jüngeren Freund Marceau. Beide kämpften zusammen in der Vendée, in den habsburgischen Niederlanden (heutiges Belgien) und am Rhein.
Marceaus rasche Intelligenz und Entscheidungsfreudigkeit zeigt sich auch in seinem schnellen Aufstieg als Offizier der Armee: innerhalb des halben Jahres 1792 macht er im Aufstand der Vendée Karriere, vom einfachen Sous-lieutenant zum Général de division bis zum Commandant en chef einer ganzen Armee. Die besondere Bürgerkriegssituation, der Wechsel von Schlachten gedrillter Heeresverbände zu erbarmungslosem Partisanenkampf mit kleinen Einheiten, verlangte Kommandanten mit Eigenschaften, wie sie der Preuße Scharnhorst beschrieb, als er die Erfolge der französischen Revolutionstruppen über die Heere des Ancien Régimes analysierte: „...Wir werden erst siegen, wenn wir gelernt haben, so wie die Jakobiner den Gemeingeist zu wecken. Wenn man mit derselben Tatkraft und Rücksichtslosigkeit alle Hilfsquellen der Nation mobil machen wird, ihre Leiber, ihr Vermögen, ihren Erfindungsgeist, ihre Hingabe zu dem Heimatboden und nicht zuletzt ihre Liebe zu den Ideen.“
Seine Militärlaufbahn begann Marceau im Dezember 1785 als 16-Jähriger in dem königlichen Régiment d’Angoulême 1789 wurde es eine Einheit in der Nationalgarde des Generals La Fayette. Im August 1790 wurde er nicht mehr in den Listen der Garde geführt.
Im Sommer 1792 wurde Marceau in seiner Heimatstadt Chartres von den Freiwilligen der 2me compagnie du 1er bataillon des volontaires d’Eure-et-Loir zum Capitaine gewählt. Die volontaires verstärkten die regulären Truppen bei der Verteidigung Frankreichs gegen eine Invasion österreichisch-preußischer Armeen. Im August und September nahm Marceau mit der Einheit seines Heimatdepartements Eure-et-Loir an der Verteidigung der Festung Verdun gegen die in Frankreich einmarschierten Preußen teil.
Als die Bürger von Verdun nach wochenlangem Beschuss ihrer Stadt die Kapitulation verlangten, tötete sich
angeblich der Festungskommandant Nicolas-Joseph Beaurepaire aus Scham. Sein Nachfolger willigte in die Kapitulation ein (und wurde wenig später dafür guillotiniert). Marceau, der entschieden gegen die Aufgabe protestiert hatte, wurde als jüngster Offizier ausgewählt, um dem König von Preußen, Friedrich Wilhelm II., die Kapitulation zu überbringen; er soll auch die Bedingungen für die Übergabe der Festung und den Abzug der Truppen ausgehandelt haben. Vielleicht eine Legende, aber vorstellbar: Jeder Soldat durfte nur einen Gegenstand aus der Festung mitnehmen – Marceau wählte seinen Säbel. Alle Offiziere der Festung aber wurden, zurückgekehrt von der Front, von Revolutionsgerichten wegen Feigheit und Republikverrats angeklagt und bestraft – Marceau wurde als Einziger freigesprochen.
Sein Gesuch, von dem ihn zu wenig fordernden Infanteriedienst zur Kavallerie versetzt zu werden, brachte ihn zu den Cuirassiers légères in der Légion germanique. Diese circa 5.000 Mann starke Truppe bestand überwiegend aus deutschen und österreichischen Deserteuren, die als Freiwillige unter dem elsässischen General Westermann für das revolutionäre Frankreich in der Vendée kämpften. Im November 1792 war Marceau Chef d’escadron des Kürassierregiments.
Nach Auflösung der légion ist Marceau Lieutenant-colonel der chasseurs à cheval in der Armée Côtes de La Rochelle, als nächstes 22-jährig Général de brigade, dann Général de division der neuen Armée de l’Ouest in den Kämpfen gegen den Adel, die Bauern und die Bevölkerung im Aufstand der Vendée. Sein größter Erfolg ist die Einnahme der Stadt Le Mans nach der Schlacht bei Le Mans am 12./13. Dezember 1793 und die anschließende Verfolgung und Vernichtung der Vendéer in der Schlacht bei Savenay. Er ist in dieser Zeit Oberkommandierender der vereinigten Armeen des Westens und der eingegliederten, sogenannten "Armée de Mayence", der ehemaligen Besatzung der Festung Mainz.

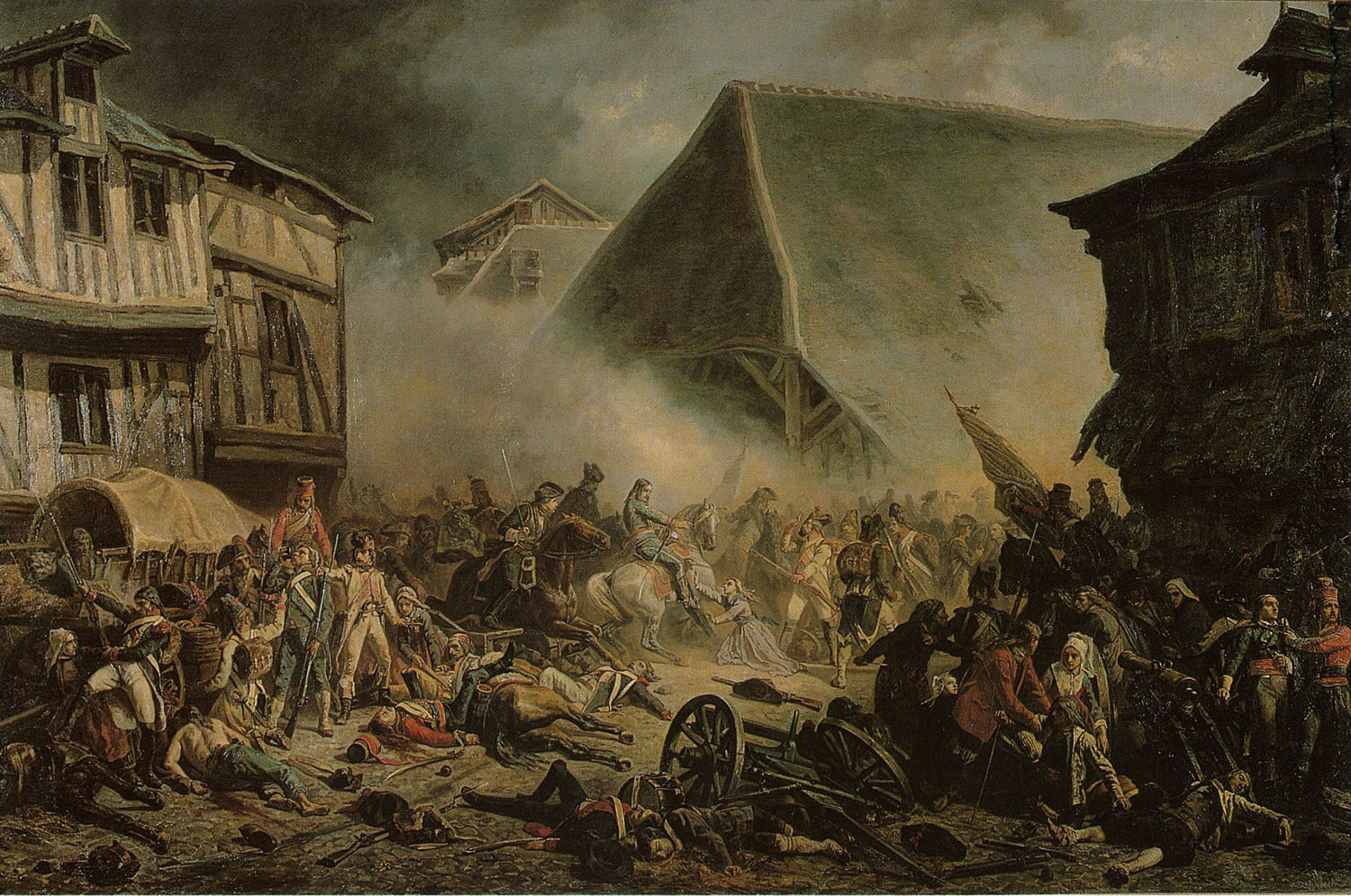
General Marceau mit seinen Truppen im Straßenkampf von Le Mans im Dezember 1793, Ölgemälde Jean Sorieul aus dem Jahr 1852

Marceaus rascher Aufstieg zum Armeeführer war eine indirekte Folge der für die Jakobinerherrschaft typischen Inkompetenz und politischen Vetternwirtschaft bei der Besetzung von Posten. In der kritischen Phase eines militärischen Gleichgewichts im Aufstandsgebiet hatte der Konvent nahezu alle Offiziere aus dem Adel und der ehemaligen königlichen Armee aus ihren Kommandos entfernt. Stattdessen erschienen in der Vendée Sansculotten und radikale Revolutionsanhänger, die man zu kommandierenden Generalen ernannt hatte. Aufgrund ihrer chaotischen Truppenführung mussten die Republikaner eine Reihe verlustreicher Niederlagen gegen die Vendéer hinnehmen: Zwischen dem Gefecht von (Laval) am 22. Oktober und dem von Pontlieue am 10. Dezember 1793 sollen sie neun Gefechte und Schlachten verloren haben. Der von allen Seiten respektierte General Kléber empfahl in dieser Situation, seinen jüngeren Freund Marceau zum Oberkommandierenden zu machen, was vom Wohlfahrtsausschuss umgehend bestätigt wurde. Marceau bestand aber darauf, seinen Freund Kléber als Berater zur Seite zu haben. Überliefert dazu ist sein Ausspruch, er nehme den Titel zwar an, lasse Kléber aber den eigentlichen Befehl und die Mittel, die Armee zu retten. Dieser soll erwidert haben: „Sei ruhig, mein Freund, wir wollen zusammen fechten und uns zusammen guillotinieren lassen.“ Die äußerst blutigen Siege der Republikaner in Le Mans und Savenay markierten das vorläufige Ende des Aufstandes in der Vendée. Marceau und Kléber wurden dafür in Nantes mit der „Bürgerkrone“ geehrt.
Nach einem krankheitsbedingten Urlaub im Winter 1793–94 stand Marceau im Sommer in den Niederlanden bei der Armee des Oberkommandierenden Jean-Baptiste Jourdan und führte in der entscheidenden Schlacht bei Fleurus gegen die österreichisch-englischen Koalitionstruppen den rechten Flügel mit zwei Divisionen. Nach den verlustreichen Gefechten bei Aldenhoven und den Flussübergängen über die Ourthe und Rur wurde in wenigen Wochen die linke Rheinseite von Köln bis Koblenz (am 23. Oktober 1794) eingenommen und besetzt.
Die schlechte Ausrüstung seiner Truppen, ihr „abgerissener“ Zustand und undiszipliniertes Auftreten rief bei der Bevölkerung ungläubiges Entsetzen hervor: „[…] staunet noch nicht, sondern dann, wann ihr diejenigen gesehn habet, vor denen wir itzt laufen“, rief ein über den Rhein flüchtender kaiserlicher Soldat einem fassungslosen Koblenzer Bürger zu.
Marceaus Besetzung von Koblenz war keine außergewöhnliche Operation; die Preußen waren bereits aus der Koalition ausgeschieden, während die Österreicher sich auf die rechte Rheinseite zurückgezogen hatten und sich in ihren strategischen Positionen durch die stark gesicherten Festungen Ehrenbreitstein, Mainz, Philippsburg und Mannheim vorerst genügend gesichert fühlten. Für Marceaus Renommee im Mutterland aber war die Eroberung dieses Zentrums der (inzwischen von dort geflüchteten) verhassten aristokratischen Emigranten als Sieg über die Gegenrevolution der Prinzen und Fürsten außerordentlich wichtig.
Nach der Einnahme von Koblenz besetzte Marceau mit dem rechten Flügel der Sambre- und Maas-Armee das obere Mittelrheintal, den südöstlichen Hunsrück und das westliche Mainzer Hinterland bis in die Nordpfalz. Im Oktober 1795 sprengte die kaiserliche Festungsbesatzung den Belagerungsring um Mainz und drängte die Truppen Marceaus in den Hunsrück zurück. Nach einer Gegenoffensive mit einer auf 5 Divisionen verstärkten Armee konnten die Franzosen die kaiserlichen Truppen in mehreren verlustreichen Zusammenstößen am oberen Mittelrhein, im südlichen Hunsrück und an der unteren Nahe am weiteren Vordringen nach Westen hindern. Der einbrechende Winter und die Unmöglichkeit, die Truppen aus der vielerorts bereits von mehrfachen Durchmärschen leer requirierten Region zu versorgen, veranlassten Marceau, ohne seinen vorgesetzten General Jourdan konsultiert zu haben, mit dem österreichischen General Kray einen Waffenstillstandsvertrag auszuhandeln, der am 1. Januar 1796 von den beiden Oberkommandierenden Clerfait und Jourdan für die Dauer von 6 Monaten unterzeichnet wurde.
Noch vor dem offiziellen Ende des Waffenstillstandes im Mai wurden die kaiserlichen Truppen von einer neuen Invasion der Generäle Jourdan und Moreau bis nach Nürnberg und München überrascht. Erst bei Amberg am 24. August und bei Würzburg am 3. September konnte Erzherzog Karl von Österreich Jourdan deutlich schlagen und das Gros der Sambre-und-Maas-Armee in weiteren Kämpfen zu einem chaotischen Rückzug bis auf das linke Rheinufer zwingen.
Marceau hatte in diesen Wochen die Aufgabe, mit einem Corps von rund 40.000 Mann die kaiserlichen Festungen von Ehrenbreitstein bis Mannheim auf beiden Rheinseiten zu blockieren. Die Besatzungen dieser Festungen, im Rücken der Armeen von Jourdan und Moreau, waren eine strategische Bedrohung, die für die zum Rhein zurückflutende Armee Jourdans akut wurde.
Anfang September ging Marceau mit 16.000 Mann über den Rhein, stürmte die Festung Königstein im Taunus, besetzte Frankfurt am Main und zerstörte die Schiffsbrücken über den Main bei Rüsselsheim und über den Rhein bei Winkel im Rheingau. Entlang der unteren Lahn von Limburg bis Nassau bildete er eine Frontlinie, um als Nachhut die großen Chausseen Leipzig–Köln und Frankfurt–Köln für die zurückgehenden Armeeverbände zu decken.
Tatsächlich konnte sich Jourdan in der Schlacht bei Limburg von dem ihn verfolgenden Erzherzog Karl lösen und das Gros seiner Truppen zum Rhein führen, was nicht zuletzt Marceaus verbissenem Widerstand zu verdanken war. Die Stellungen am Stadtausgang von Limburg soll er dabei dreimal verloren und wieder zurückerobert haben. Die überlieferten Schriftstücke mit Marceaus dringenden Forderungen nach Munition und Kavallerieunterstützung an Jourdan und dessen Bitten zum Durchhalten belegen seinen „kühlen Kopf“ und seine Standhaftigkeit in kritischen Lagen.

Der tödlich verletzte Marceau; Radierung von Matthias Gottfried Eichler aus dem Jahre 1817 nach einer Zeichnung von Abraham Girardet

Die Rückzugskämpfe an der Lahn und im Westerwald im September 1796 waren Marceaus letzte bedeutende Leistungen. Bei der Überwachung (défilé) des Rückzugs seiner Division am 19. September nahe der Poststraße Frankfurt-Köln bei Höchstenbach wurde Marceau durch einen Gewehrschuss tödlich verletzt.
Marceau starb trotz sorgfältiger Versorgung zwei Tage darauf am 21. September 1796 in Altenkirchen (Westerwald). Er wurde nur 27 Jahre alt. Sein Leichnam wurde von österreichischen Truppen zuerst nach Neuwied gebracht, dann nach Koblenz, wo sich „Freund und Feind zu einer feierlichen Bestattung vereinigten“. « […] Ce jeune homme, regretté de deux armées, fut enseveli au bruit de leur double Artillerie ». Welcher Respekt Marceau auch von seinen Gegnern entgegengebracht wurde, zeigen ihre außergewöhnliche Anteilnahme an seinem Tod und ihre Ehrenbekundungen bei seiner Bestattung in Koblenz am 25. September, die von den Franzosen aufmerksam gewürdigt wurden.

## Andenken in Koblenz

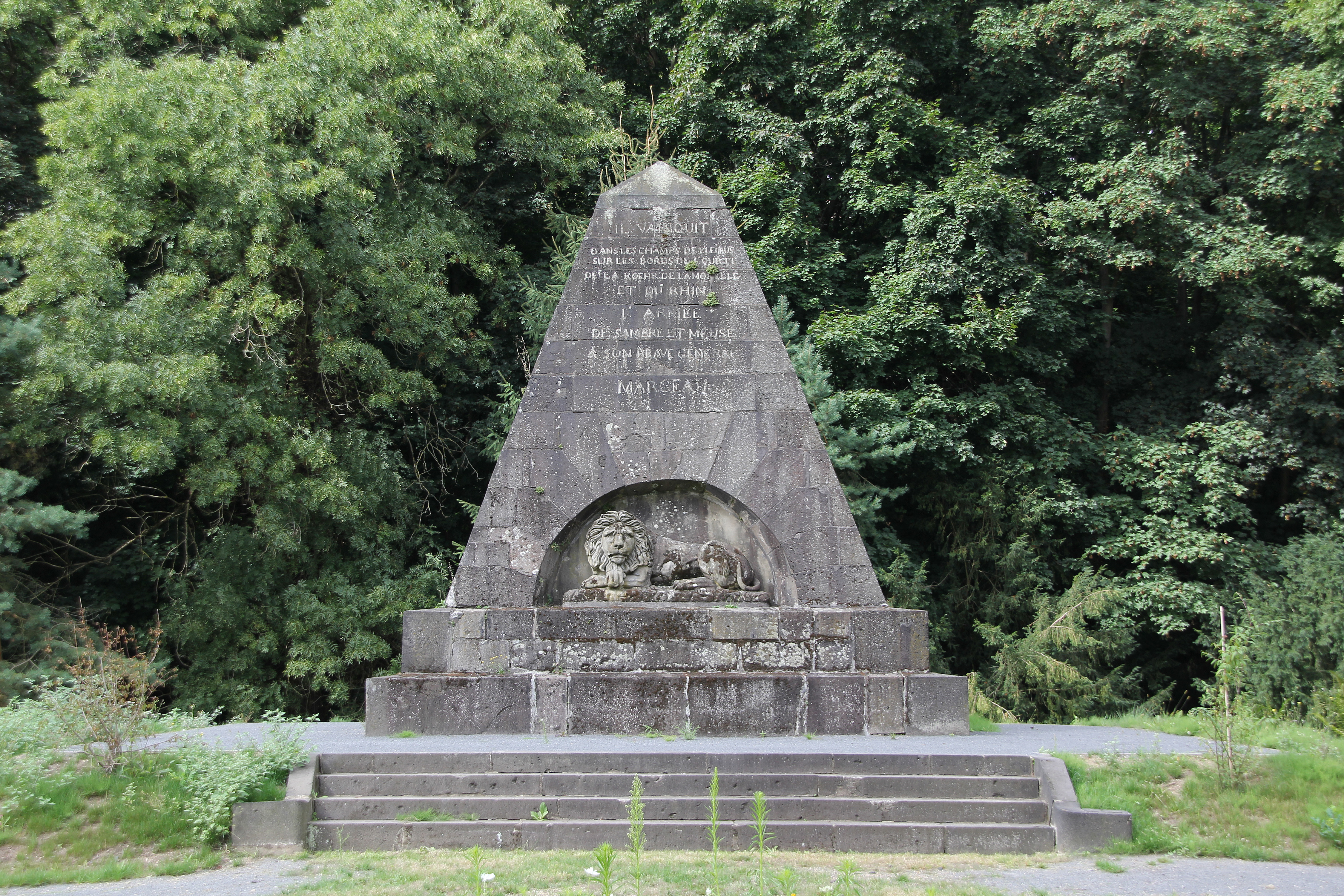
Das Marceau-Denkmal auf dem Franzosenfriedhof in Koblenz

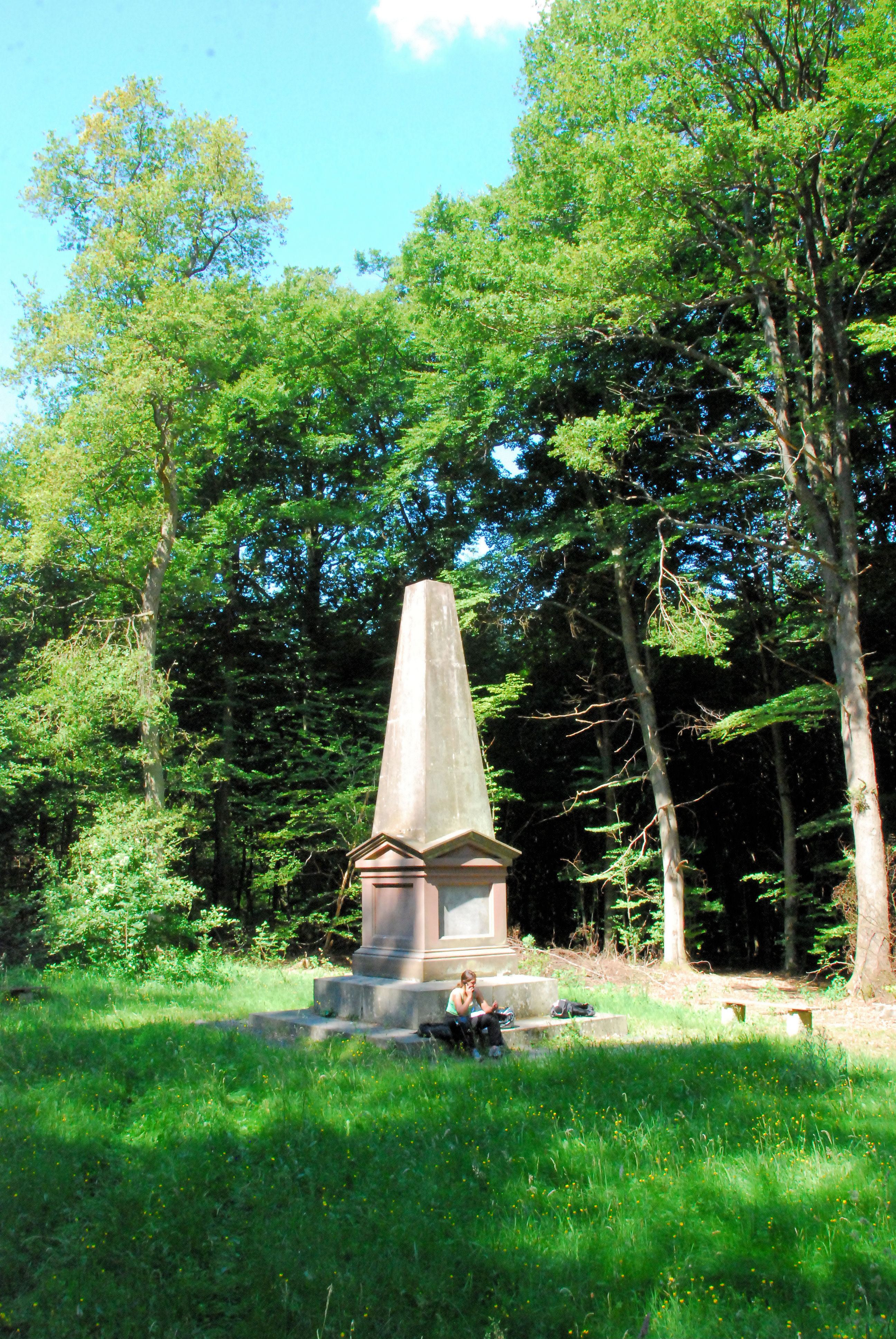
Das Marceau-Denkmal bei Höchstenbach im Westerwald

Beerdigt wurde Marceau in dem später nach ihm benannten französischen Fort auf dem Petersberg in Koblenz-Lützel. Nach der Beisetzung seines ebenfalls jung verstorbenen Generalskollegen Lazare Hoche ein Jahr später ebenfalls auf dem Petersberg wurden die Überreste Marceaus exhumiert und verbrannt; die Asche des Verstorbenen wurde in einer Marmorurne bestattet, die in Latein die Inschrift „Hic cineres, ubique nomen“ (Hier ist die Asche, der Name ist überall) trug. General Bernadotte soll als Koblenzer Stadtkommandant später die Urne entnommen und Marceaus Schwester Emira übergeben haben, die wiederum einen Teil der Asche an seine Verlobte Agathe de Châteaugiron und der Stadt Chartres gab. Das Grabmonument in Koblenz hatte die Form einer Pyramide auf einem Quadersockel und war auf Veranlassung seines Freundes Kléber und nach einem Entwurf des Architekten Krahe errichtet worden. 1815 musste es dem Bau der Bubenheimer Flesche weichen und wurde abgerissen. Erst durch die Intervention des preußischen Königs Friedrich Wilhelm III. wurde das Grabmal am Fuße des Berges in verkleinerter Form wiedererrichtet. Nach dem Deutsch-Französischen Krieg 1870/71 entstand rund um dieses Denkmal ein Friedhof für die französischen Soldaten, welche im Kriegsgefangenenlager II auf dem Petersberg verstorben waren.  1889 wurden Marceaus sterbliche Überreste nach Frankreich überführt und im Pariser Panthéon bestattet. Dass der so genannte Franzosenfriedhof in Koblenz-Lützel noch heute französisches Staatsgebiet sein soll, ist allerdings eine Legende. Die Gräber und das Marceau-Denkmal gehört dem Land Rheinland-Pfalz, die Allee und eine Rasenfläche, die für Gedenkveranstaltungen genutzt wird, ist Eigentum des französischen Staates.
Neben dem gleichfalls früh verstorbenen General Hoche wurde Marceau in französischen Nachrufen und Biographien des 19. Jahrhunderts zu den patriotischen Verteidigern der Revolution und Helden der Nation gezählt. Im Deutschland der gleichen Zeit rühmt Meyers Konversations-Lexikon seinen „edlen Charakter und hervorragendes Feldherrntalent“ als einen der „ausgezeichnetsten Generale der französischen Revolution“. Ein Gedenkstein nahe Höchstenbach, auf Veranlassung seines Adjutanten Souhait 1797 errichtet, bezeichnet die Stelle, wo er verwundet wurde: « …il mourut estimé pleuré du soldat, de l’habitant et de l’ennemi. » Von Napoleon III. wurde 1863 ein Denkmal in Form eines Obelisken gestiftet. Eine der vier Inschriften lautet: „Deutsches Volk! Dieses einem edlen Todten gesetzte Denkmal wird deinem Schutze empfohlen, schütze es wie Deine Väter die alte Denktafel geschützt haben.“

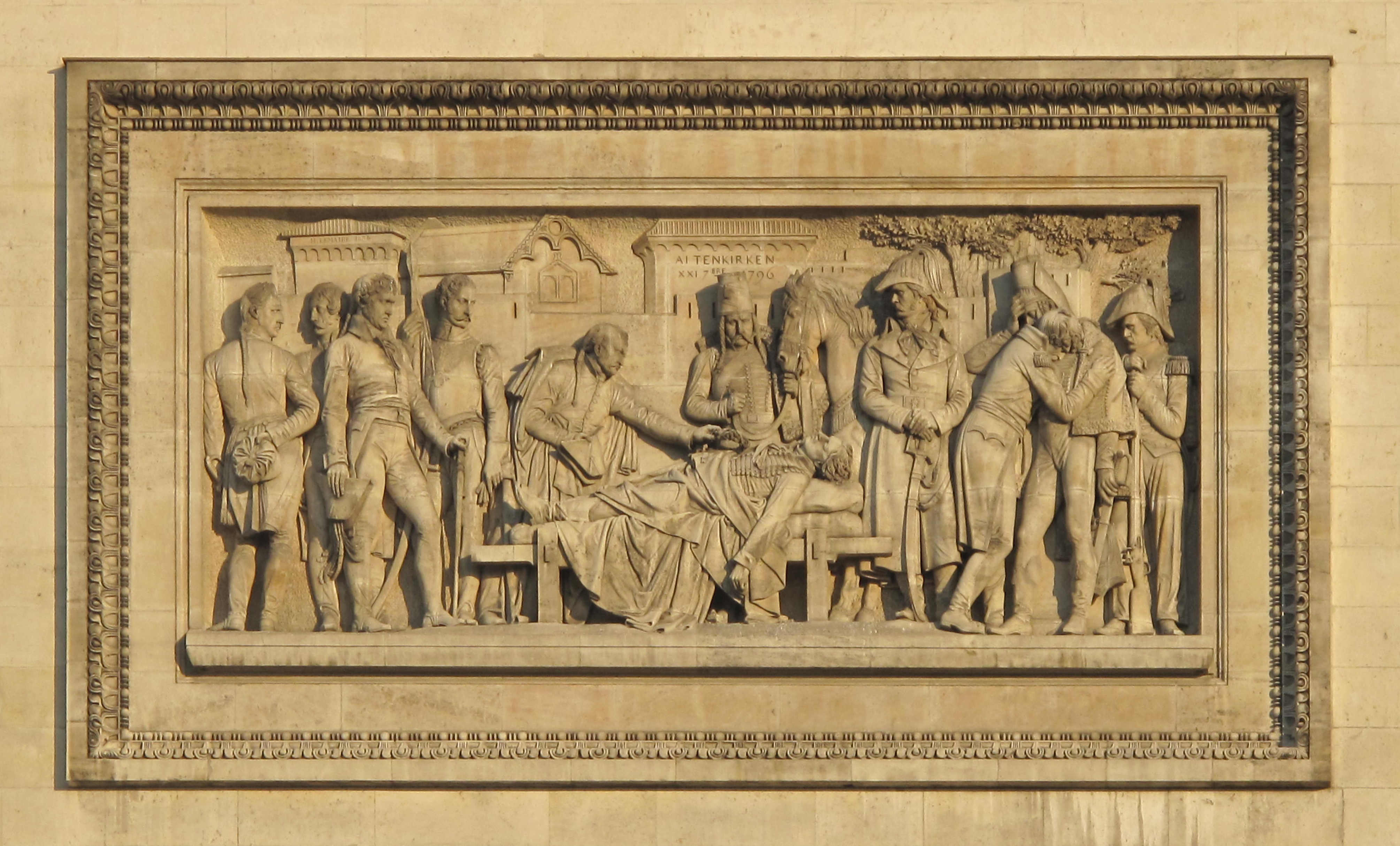
Klassizistisches Relief von Philippe Joseph Henri Lemaire (1798–1880) am Arc de Triomphe in Paris. Titel: Les funérailles du général Marceau 21. September 1796

1941 ließ ein NSDAP-Kreisleiter aus dem nahen Westerburg das Denkmal sprengen. 1945 richtete die französische Besatzung das Denkmal in alter Form wieder auf. General de Gaulle nahm an der Einweihung teil. Es steht im Westerwald bei Höchstenbach auf einer kleinen Waldlichtung in der Nähe der Bundesstraße 8 und ist von dort aus mit einem Hinweisschild mit der Aufschrift „General Marceau“ gekennzeichnet.

## Ehrungen
- Marceau wurde noch zu Lebzeiten zum Ehrenoffizier der österreichischen Armee ernannt,[24] möglicherweise anlässlich des Waffenstillstands, den er mit dem österreichischen General Kray zur beiderseitigen Schonung der Truppen im Winter 1796 vereinbart hatte.[25]
- 1796 wurde das Marceau-Denkmal in Koblenz-Lützel errichtet.
- In seiner zwischen 1812 und 1818 entstandenen spätromantischen Dichtung Childe Harold’s Pilgrimage widmet der englische Dichter Lord Byron Marceaus Grab in Koblenz und seinem Andenken zwei Strophen, in denen es unter anderem heißt: Honour to Marceau! […] Brief, brave, and glorious was his young career, – / His mourners were two hosts, his friends and foes; […] For he was Freedom’s champion, […] he had kept / The whiteness of his soul, and thus men o’er him wept.[26]
- 1851 errichtete die Stadt Chartres ein Denkmal des Bildhauers Auguste Préault (1809–1879)
- 1863 errichtetes Marceau-Denkmal bei Höchstenbach

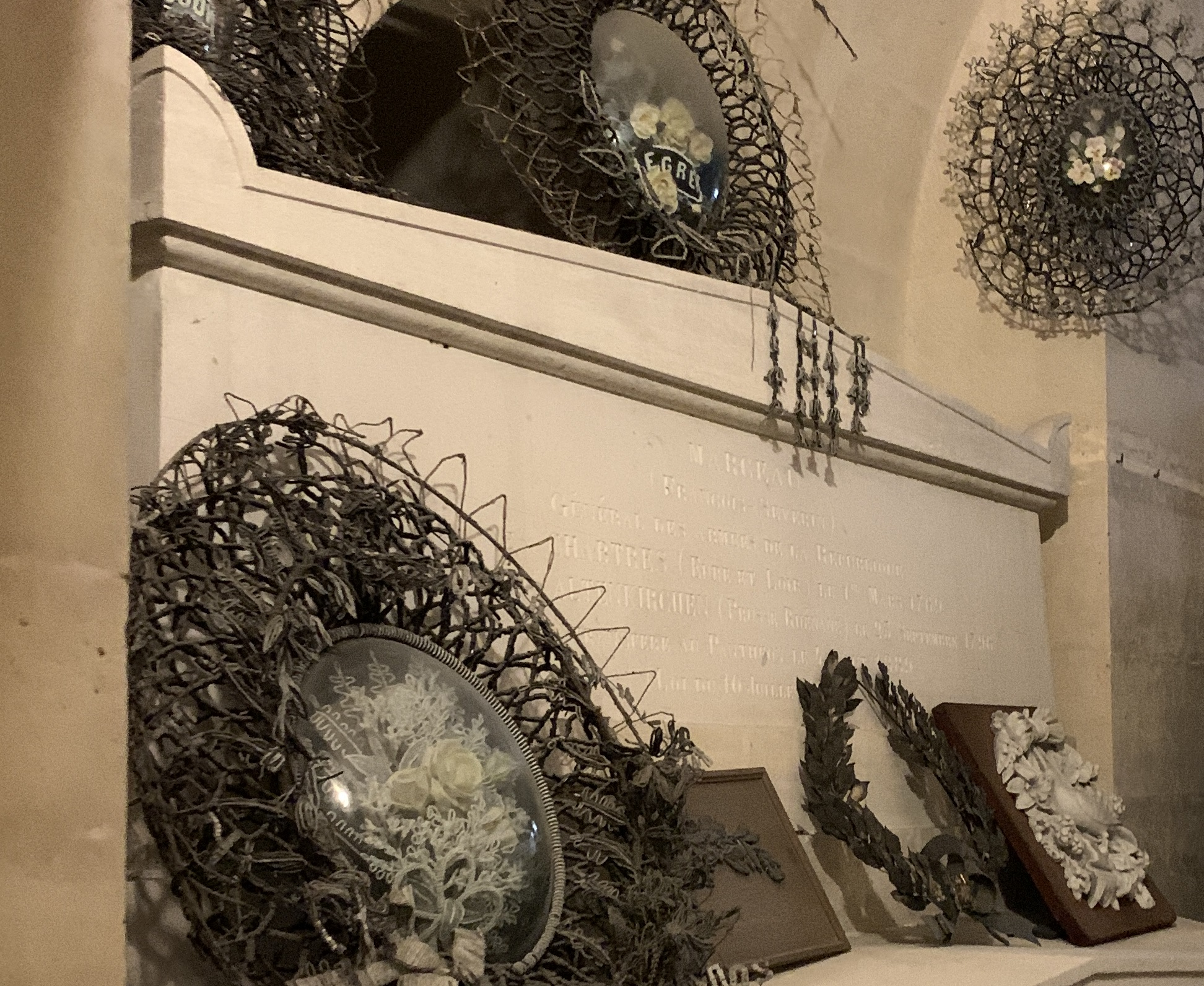
Grabstätte Marceaus im Pariser Panthéon

- 1889 fanden seine sterblichen Überreste im Pariser Panthéon einen Ehrenplatz.
- 1910 wurde in die Nordfassade des Pariser Louvre in der Rue Rivoli eine Statue Marceaus von dem Bildhauer Coutalpas integriert (zusammen mit anderen Generälen aus republikanischer und napoleonischer Zeit).
- Sein Name ist am Triumphbogen in Paris in der 6. Spalte eingetragen. Ebenso findet sich dort eine Reliefdarstellung von Marceau auf dem Totenbett.
- Die Avenue Marceau ist einer der großen Pariser Boulevards, der zum Arc de Triomphe führt.
- Das Collège Marceau in Koblenz war eine nach dem Zweiten Weltkrieg von der französischen Militärverwaltung erbaute Schule für die Kinder der französischen Garnisonsangehörigen; seit 1957 das deutsche Max-von-Laue-Gymnasium.
- Im Jahr 2014 wurde im Rahmen des 700. Stadtjubiläums der Stadt Altenkirchen der "General Marceau Marsch", ein Militärmarsch, durch den Komponisten Sven Hellinghausen im Andenken an General Marceau geschaffen.[27]